# Gliese 1214
Désignations
Gliese 1214 (GJ 1214), également nommée Orkaria, est une étoile de la constellation d'Ophiuchus. Il s'agit d'une naine rouge située à∼ 47,8 a.l. (∼ 14,7 pc) de la Terre.

## Caractéristiques
GJ 1214 est une naine rouge d'une taille de 21 % et d'une luminosité de 0,3 % de celles du Soleil. Son âge est estimé à 6 milliards d'années, soit environ 1,5 milliard d'années de plus que le Soleil.

## Découverte d'une exoplanète
Le groupe de Xavier Delfosse et Thierry Forveille aidé de celui de Michel Mayor a découvert une exoplanète, nommée Gliese 1214 b, de seulement 2,7 fois le diamètre de la Terre, et surtout compatible avec la présence d'eau à sa surface et dans son atmosphère,.
| Planète | Masse          | Demi-grand axe (ua) | Période orbitale (jours)  | Excentricité | Inclinaison | Rayon          |
| ------- | -------------- | ------------------- | ------------------------- | ------------ | ----------- | -------------- |
| b       | 6,55 ± 0,98 M🜨 | 0,014 3 ± 0,001 9   | 1,580 404 56 ± 1,6 × 10−7 | < 0,27       |             | 2,64 ± 0,13 R🜨 |

Une nouvelle étude de 2013 établit qu'avec plus de 97 % de probabilité aucune autre planète dans la zone habitable ne transite devant l'étoile.